# Maculinea telegone
Maculinea telegone är en fjärilsart som beskrevs av Johann Andreas Benignus Bergsträsser 1779. Maculinea telegone ingår i släktet Maculinea och familjen juvelvingar. Inga underarter finns listade i Catalogue of Life.